# Volby v Monaku
Volby v Monaku jsou svobodné. Volí se pouze do jednokomorového parlamentu 24 členů na pětileté volební období. Volit mohou občané nad 18 let.

## Dominantní politické strany
- Monacká unie
- Obzor Monaka
- Obnova